# Thinophilus rex
Thinophilus rex är en tvåvingeart som beskrevs av Charles Howard Curran 1926. Thinophilus rex ingår i släktet Thinophilus och familjen styltflugor.
Artens utbredningsområde är Kongo. Inga underarter finns listade i Catalogue of Life.